# Hannover Messe/Laatzen
Hannover Messe/Laatzen – stacja kolejowa położona na granicy Hanoweru i Laatzen, w kraju związkowym Dolna Saksonia, w Niemczech. Stacja została otwarta z okazji odbywającej się w Hanowerze wystawy Expo 2000. Znajdują się tu 3 perony.